# 並木萬里菜
並木萬里菜（1996年1月27日—）是一位日本女性播報員，目前所屬電視台為朝日電視台。

## 經歷
日本東京都葛飾區出身，身高159公分。從獨協埼玉高等學校、成蹊大學經濟學部經濟學科畢業後，2018年4月1日進入朝日電視台。同期入社的主播還包含住田紗里、柳下圭佑。
就讀大學時曾榮獲2015年「成蹊小姐」大獎，隔年參加「Miss of Miss Campus Queen Contest」獲得DHC獎的肯定。
特長為合氣道，興趣是抱石。持有日商簿記檢定2級證照。
2018年10月19日，接替弘中綾香擔任《MUSIC STATION》第十任助理主持人的職位。

## 主持節目

### 現在主持節目
- 《祈願排行榜（日语：お願い!ランキング）》（2018年10月2日 - ） - 記者
- 《MUSIC STATION》（2018年10月19日 - 2022年9月23日） - 助理主持人
  - 《MUSIC STATION SUPER LIVE》（2018年、2019年、2020年、2021年）
- 《AbemaNews》（星期二19:00 - 21:00）

### 過去主持節目
- 《全國高校棒球選手權大會直播（日语：全国高校野球選手権大会中継）》（2018年、朝日放送電視台） - 「燃燒吧!火球阿爾卑斯」單元記者

## 外部連結
- テレビ朝日アナウンサーズ・並木万里菜（页面存档备份，存于） （日語）